# Hard Times and Nursery Rhymes
Hard Times and Nursery Rhymes è il settimo album in studio del gruppo punk statunitense Social Distortion, pubblicato il 18 gennaio 2011 da Epitaph Records.
Si tratta del primo disco con il bassista Brent Harding, e del primo album da Sex, Love and Rock 'n' Roll del 2004.
Ne sono state pubblicate anche una versione in vinile con l'aggiunta di due bonus track e di un poster, un'edizione limitata a 2 500 copie in vinile rosso e una in vinile giallo limitata a 1 000 copie e con l'aggiunta di un poster promozionale, di un adesivo e di una spilla della band.

## Tracce
- Tutte le tracce scritte da Mike Ness, eccetto dove indicato.

1. Road Zombie – 2:21
2. California (Hustle and Flow) – 5:00
3. Gimme the Sweet and Lowdown – 3:23
4. Diamond in the Rough – 4:35
5. Machine Gun Blues – 3:33
6. Bakersfield – 6:25
7. Far Side of Nowhere – 3:29
8. Alone and Forsaken (Hank Williams) – 4:02
9. Writing on the Wall – 5:01
10. Can't Take It With You - 5:02
11. Still Alive - 4:05

### Bonus track (deluxe edition)
1. Take Care of Yourself
2. I Won't Run No More

## Critica
| Recensione        | Giudizio |
| ----------------- | -------- |
| All Music Guide   |          |
| Rolling Stone     |          |
| Popmatters        |          |
| Slant Magazine    |          |
| Spin              |          |
| Blare Magazine    |          |
| Pressure Magazine |          |
| Rock Sound        |          |
| DEAD PRESS!       |          |
| Alternative Press |          |

Il disco è stato generalmente ben accolto dalla critica, e ha raggiunto il punteggio di 71 sul sito Metacritic, che indica una maggioranza di recensioni positive.
In particolare All Music Guide ha assegnato un punteggio di 3.5/5 al disco, affermando che  I Social Distortion sono proprio come te li aspetti in Hard Times and Nursery Rhymes, ma questo sta a dire che sono un gruppo rock and roll fiero e abile che ha superato i momenti difficili ed è riuscito a continuare a fare musica a lungo dopo che molti dei suoi contemporanei hanno mollato, e si può sentire sotto ogni nota la dedizione che li tiene uniti.
Anche Popmatters ha pubblicato una recensione positiva del disco, assegnandogli 8 stelle su 10 e sostenendo che Se ti sono piaciuti i Social D nel 1990, nel 1996 o nel 2004, è quasi scientificamente impossibile che non ti piaccia Hard Times and Nursery Rhymes [...]. È certamente una grossa responsabilità essere il frontman dei Social Distortion. La lineup in continuo cambiamento e le sue accresciute capacità di compositore hanno lasciato a Ness la responsabilità di portarsi i Social D sulle spalle così come Jeff Lynne fece con gli Electric Light Orchestra. C'è solo un nuovo componente da Sex, Love and Rock 'n' Roll, ma non si vede, perché tutti i membri fanno la propria parte come giovani attori ben addestrati in un musical di Stephen Sondheim.
Rolling Stone ha pubblicato una recensione meno positiva, assegnando comunque 3 stelle su 5 al disco, mentre Alternative Press gli ha dato un punteggio di 7 su 10, perché Un nuovo disco dei Social D è sempre il benvenuto, anche se l'età avanzata di Ness ora è più evidente che mai.
La rivista Spin ha lodato Hard Times and Nursery Rhymes, assegnandogli 8 punti su 10 e sostenendo che Il classico sound dei Social D, fusione di punk, country, e blues alla Rolling Stones è stranamente, sorprendentemente fresco in Hard Times and Nursery Rhymes [...]. E anche se la torrida Machine Gun Blues esagera con i cliché da gangster degli anni '30, è difficile resistere all'evidente piacere che Ness prova nella sua interpretazione del bad boy.
Fuori dal coro la rivista Slant Magazine, che ha stroncato l'album assegnandogli 2 stelle su 5, accusando il gruppo di ripetitività: Il problema non è che la classica fusione di punk, rockabilly e blues non si sia mantenuto com'era, ma che è rimasto esattamente identico a com'era: il sound della band non è cambiato molto dal disco omonimo del 1990, e Hard Times and Nursery Rhymes non si discosta da questo trend.

## Formazione[1]
- Mike Ness – voce, chitarra, missaggio
- Jonny Wickersham – chitarra
- Brent Harding – basso
- Josh Freese – batteria (accreditato per la registrazione dell'album, ma non è membro della band)
- David Hidalgo, Jr. – batteria (accreditato come membro della band, ma in realtà non ha suonato nell'album)

### Crediti[1]
- Danny Frankel - percussioni
- Danny Mcgough - Organo Hammond
- Duane Baron - ingegneria del suono, missaggio
- Albert Mata - assistente all'ingegneria del suono
- Tom Baker - mastering
- Relentless Artist Management, Inc. - management
- Emily Frye - art director, design, layout
- Danny Clinch - fotografia
- Russell Lee - fotografia
- Arthur Rothstein - fotografia